# Сагітова Фарзана Фаткуллівна
Фарзана Фаткулловна Сагитова (нар. 20 квітня 1943, Кузяново, Макарівського району Башкирської АРСР) — радянський вокальний педагог, співачка. Завідувач кафедри вокального мистецтва Уфимської державної академії мистецтв імені З. Ісмагілова, професор. Заслужений діяч мистецтв Російської Федерації (2008) та Республіки Башкортостан (1997), заслужений працівник культури Башкирської АРСР (1983). Лауреат Республіканського конкурсу молодих співаків на приз імені Газіза Альмухаметова (1970).

## Освіта
У 1966 році закінчила Уфимське училище мистецтв (клас М.Г. Муртазіної), а в 1974 році Уфимський державний інститут мистецтв (клас Л.Г. Менабені).

## Трудова діяльність
У 1966-1969 рр. працювала викладачем у дитячій музичній школі міста Ішимбай.
З 1974 року викладає в Уфимському державному інституті мистецтв. З 1981 року була завідувачем відділу сольного співу, а з 1999 року — завідувачем кафедри вокального мистецтва Уфимської державної академії мистецтв імені З. Ісмагілова.

## Наукова і творча діяльність
Сагітова Фарзана Фаткуллівна є автором 14 наукових і навчально-методичних робіт. В її репертуарі є арії з опер, пісні башкирських, вітчизняних і зарубіжних композиторів, башкирські народні пісні.
Неодноразово була головою журі Міжрегіонального конкурсу виконавців башкирської пісні «Ирендык мондары», а також головою журі фестивалю «Веселка», членом журі I Міжнародного конкурсу музикантів-виконавців імені Загіра Ісмагілова, конкурсів «Я входжу в світ мистецтва» та вокалістів-випускників музичних ВУЗів Росії. і т. д.

## Учні
Серед учнів — Ф.З. Саліхов, заслужені артисти Башкортостану Р.З. Амангільдіна, В. Ф. Валієв, М.У. Іскужина, Російської Федерації — А. Волкова, Республіки Татарстан — З. Шакірова та інші.

## Нагороди та звання
- Лауреат Республіканського конкурсу молодих співаків на приз імені Газіза Альмухаметова (1970).
- Заслужений працівник культури Башкирської АРСР (1983)[10].
- Заслужений діяч мистецтв Республіки Башкортостан (1997)[11].
- Заслужений діяч мистецтв Російської Федерації (2008).

## Критика
- Лілія Халікова: «Мені дуже пощастило, що потрапила в руки Фарзани Фаткуллівни Сагітової, яка наділила мене професійними навичками, виховувала як в музиці, так і в житті. І досі виховує...Вона і концертмейстер Ірина Станіславівна Долматова приділяли мені багато уваги, любові, займалися зі мною і в позаурочний час, і у вихідні... Так, було важко, особливо коли голос не йшов. Я знала, як треба зробити, але не виходило... Фарзана Фаткуллівна допомагала. У неї чуйне вухо, і вона дуже грамотно вибудувала мені голос, завдяки їй я почула саме себе.»[12].
- Ільгам Валієв: «Його взяла в свій клас Фарзана Фаткуллівна Сагітова....уроки вокалу у тієї ж Фарзани Фаткуллівни були особливо бажані й улюблені. І вона, зі своїм педагогічним досвідом, професіоналізмом, бережно і дбайливо плекала його талант всі студентські роки».
- Фанаві Саліхов: «Уявіть: мені 21 рік, а треба освоювати вокал, вчитися грати на фортепіано. Дякуємо за терпіння педагогу Фарзаніе Фаткуллівні Сагітовій»[13].

## Родина
Брати - Карім і Риф Шаяхметови.
Чоловік — Талгат Нігматуллович Сагітов (обіймав посади: головний редактор республіканської газети «Республіка», міністр культури Республіки Башкортостан).
Сини — Салават (заступник Прем'єр-міністра Уряду Республіки Башкортостан), Азамат (генеральний директор Уфимського міського фонду розвитку і підтримки малого підприємництва).
Батько — двоюрідний брат Ахмет-Закі Валіді.